# 돗쿄다이가쿠마에역
돗쿄다이가쿠마에역(일본어: 獨協大学前駅, どっきょうだいがくまええき)은 일본 사이타마현 소카시에 있는 도부 철도 이세사키 선의 역이다. 역 번호는 TS 17이다. 부역명은 "<소카마쓰바라>"(そうかまつばら)이고, 구 역명은 "마쓰바라 단지 역"이었다..

## 역사
- 1962년 12월 1일: 마쓰바라 단지 역으로 개업.
- 1985년 12월: 상행선 고가화 완료.(신덴 역 북쪽에 위치한 아야세 강까지)
- 1988년 12월: 상하행선 고가화 완료.[1]
- 1993년 7월: 역 구내에 "Fine마쓰하라" 오픈.
- 1994년 12월 15일: 에스컬레이터 2기 가동 개시.
- 1995년 3월 28일: 엘리베이터 1개 공용 개시.
- 2012년 3월 17일: TS 17의 역 번호 설정[2].
- 2013년 4월 24일: "Fine마쓰하라"이 "EQUIA마쓰바라"로 리뉴얼 오픈[3].
- 2017년 4월 1일: 돗쿄다이가쿠마에역(부역명: 소카마쓰바라)로 역명 변경.

## 역 구조
섬식 승강장 1면 2선의 고가역이다. 완행선에만 승강장이 있다.
도부 철도의 역에서는 시범적으로 1972년부터 설치한 니시아라이 역을 제외하면 처음으로 자동 개찰기를 설치한 역이고, 1992년 3월 1일에 신역사 공용과 동시에 신덴 역과 함께 설치되었다. 이 시기에 승강장에 발차표가 설치되었고, 안내 사인도 나왔다. 그러나, 2011년 기준으로는 이들의 기기류가 갱신되고 있어 개찰구 앞에 발차표가 설치되어 있다.

### 승강장
| 번호 | 노선                 | 방향 | 행선                                                                  |
| ---- | -------------------- | ---- | --------------------------------------------------------------------- |
| 1    | 도부 스카이트리 라인 | 상행 | 소카・기타센주・도쿄 스카이트리・아사쿠사・ 히비야 선 나카메구로 방면 |
| 2    | 도부 스카이트리 라인 | 하행 | 신코시가야・가스카베・도부 도부쓰코엔・ 닛코 선 미나미쿠리하시 방면   |

## 역 주변
- 소카마쓰바라 단지
- 소카 시 관공서 마쓰바라 서비스 센터
- 마쓰바라 단지 역전 우체국
- 마쓰바라 하모네스 타워
- 소카 시립 중앙 도서관
- 도부 스토어
- 돗쿄도리
- 독협 대학
- 벨크스 소카 마쓰바라점
- 소카 경찰서 마쓰바라 파출소
- 도쿄 도 사이타마 현도 49호 아다치코시가야선
- 아야세 강
- 소카마쓰바라 산책로(구, 닛코 가도)
- 소카 시 문화 회관
- 소카 시민 체육관
- 소카 우체국
  - 유초 은행 소카점
- 국제 고등학원
- 시바타 과학 본사
- MEGA 돈 키호테 소카점

## 사진

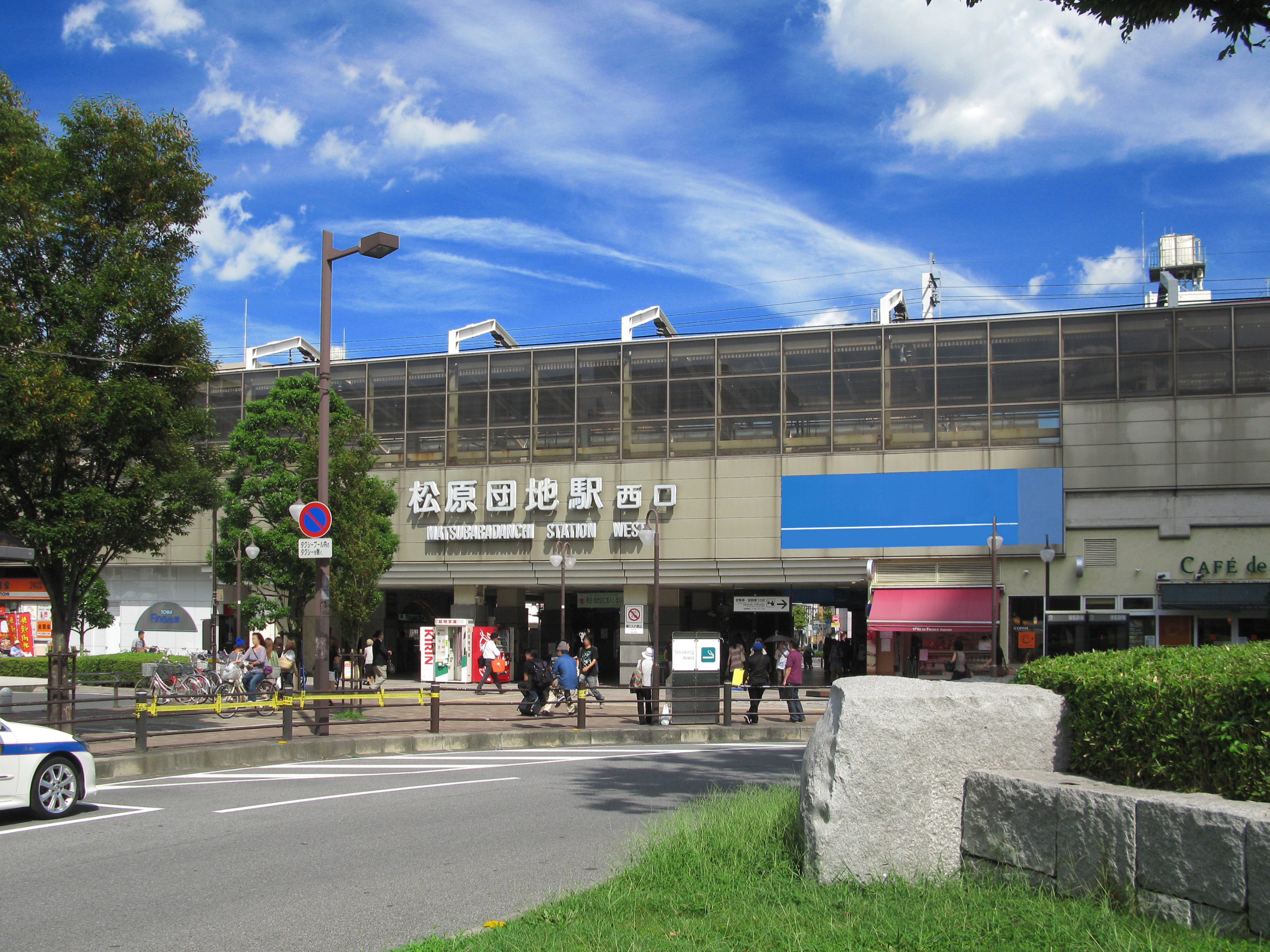
서쪽 출입구
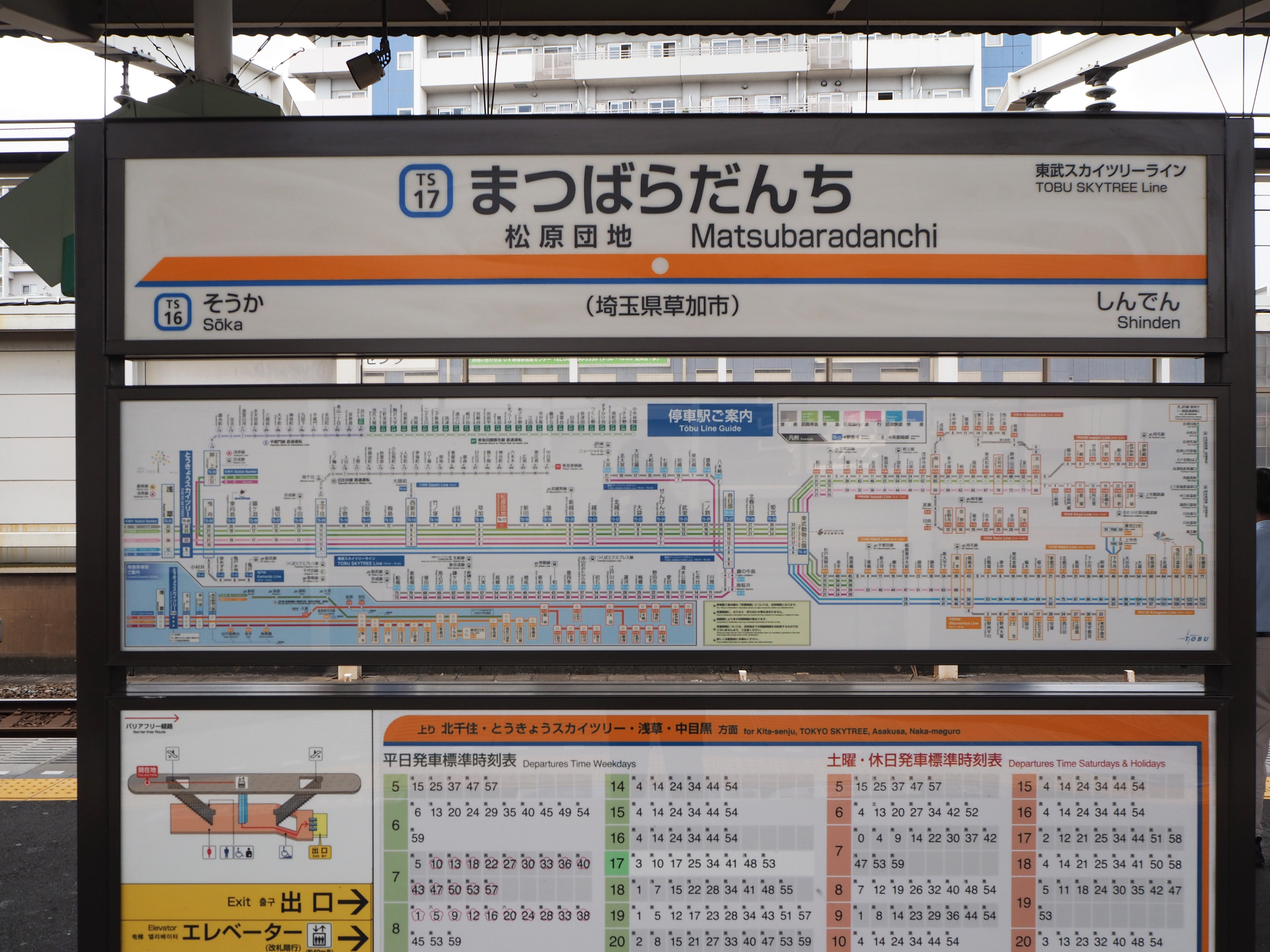
종합안내도 및 (옛)역명판

## 인접역
| 도부 철도 이세사키 선(도부 스카이트리 라인) | 도부 철도 이세사키 선(도부 스카이트리 라인) | 도부 철도 이세사키 선(도부 스카이트리 라인) |
| ------------------------------------------- | ------------------------------------------- | ------------------------------------------- |
| TS 16 소카 아사쿠사 방면                    | ■ 보통                                      | 신덴 TS 18 도부 도부쓰코엔 방면             |